# Martin Hamann (Eishockeyspieler)
Martin Hamann (* 2. Dezember 1978 in Kaufbeuren) ist ein ehemaliger deutscher Eishockeyspieler, der zuletzt für den Herner EV 2007 aus der Oberliga als Verteidiger spielte.

## Karriere
Martin Hamann begann seine Karriere im Nachwuchs des ESV Kaufbeuren, für die er in der Spielzeit 1998/99 das erste Mal das Eis als Profi betrat. Ein Jahr später konnte Hamann mit dem ESVK den Aufstieg in die Oberliga feiern. In der Saison 2001/02 gelang dem ESVK dann sogar der Aufstieg in die 2. Bundesliga, Hamann hatte daran mit sieben Toren, acht Assists und seiner Präsenz vor dem eigenen Tor großen Anteil.
Nach einem weiteren Jahr für die Buron Joker wechselte Hamann 2003 zum EV Duisburg. In der Spielzeit 2004/05 absolvierte er kein einziges Spiel für die Füchse, da er verletzungsbedingt ausfiel. Die Füchse stiegen in die Deutsche Eishockey Liga auf und sein Vertrag wurde trotz der Verletzung verlängert. Dadurch konnte Hamann Erfahrungen in der höchsten Spielklasse Deutschlands sammeln und wechselte nach der Saison zurück zu seinem Stammverein, wo er zu den Leistungsträgern in der Verteidigung gehörte, den Abstieg der Joker aber auch nicht verhindern konnte. Nach der Saison wechselte er zum anderen Absteiger der 2. Bundesliga 2006/07, den Dresdner Eislöwen.

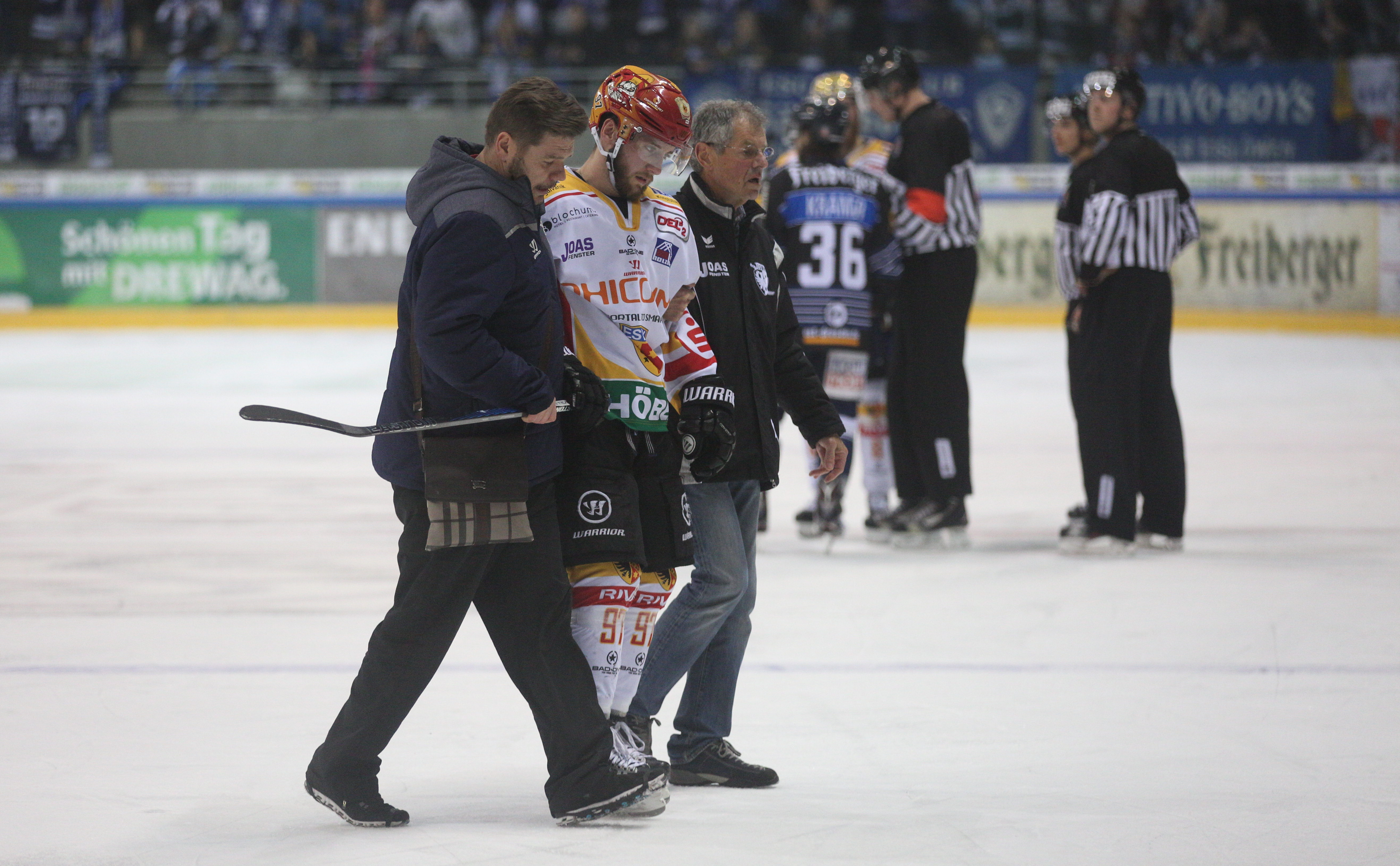
Martin Hamann (links) als Physiotherapeut des ESV Kaufbeuren (2017)

Jan Tabor, Manager der Eislöwen, sagte über den Neuzugang: „Martin Hamann hat sich mit Duisburg in der 2. Liga durchgesetzt und konnte dort auch DEL-Erfahrung sammeln. Letzte Saison war er einer der besten Verteidiger in Kaufbeuren und mit seiner harten, kompromisslosen Art wird er den Part übernehmen, vor dem Tor aufzuräumen und für Ruhe zu sorgen“. Aufgrund einer Verletzung kam Hamann in Dresden in der Saison 2007/08 nur auf 31 Einsätze in der Oberliga, so dass sein Vertrag nicht verlängert wurde. Im Sommer 2008 absolvierte er die Saisonvorbereitung bei den Memminger Indians, bei denen er im Oktober 2008 einen Vertrag erhielt. Zwei Monate später verließ er den Verein und schloss sich dem Herner EV an, bei dem er in der Oberliga spielte. Nach der Saison 2008/09 beendete Martin Hamann seine aktive Eishockey-Karriere und begann eine Ausbildung zum Physiotherapeuten.
Seit 2014 ist Hamann beim ESV Kaufbeuren als Physiotherapeut beschäftigt.

## Karrierestatistik
(Legende zur Spielerstatistik: Sp oder GP = absolvierte Spiele; T oder G = erzielte Tore; V oder A = erzielte Assists; Pkt oder Pts = erzielte Scorerpunkte; SM oder PIM = erhaltene Strafminuten; +/− = Plus/Minus-Bilanz; PP = erzielte Überzahltore; SH = erzielte Unterzahltore; GW = erzielte Siegtore; 1 Play-downs/Relegation; Kursiv: Statistik nicht vollständig)